# Orangeville (Pennsylvanie)
Orangeville est un borough situé au centre du comté de Columbia, en Pennsylvanie, aux États-Unis,. En 2010, il comptait une population de 508 habitants. Il est incorporé en 1900.

## Démographie
Lors du recensement de 2010, le borough comptait une population de 508 habitants. Elle est estimée, en 2019, à 511 habitants.

### Source de la traduction
- (en) Cet article est partiellement ou en totalité issu de l’article de Wikipédia en anglais intitulé « Orangeville, Pennsylvania » (voir la liste des auteurs).